# Голова каталанского крестьянина
Голова каталанского крестьянина — серия картин Жоана Миро, сделанных между 1924 и 1925 годами. Все работы выполнены масляными красками с использованием цветных карандашей. Миро начал работу в тот же год, в который Андре Бретон опубликовал свой «Манифест сюрреализма: Растворимая рыба». Частично серия была сделана в Париже. Для Миро «крестьянский» означает его связь с сельским знанием, перекликается с каталонской идентичностью.
В Фонде Жоана Миро хранится несколько подготовительных рисунков этой серии.
Работа показывает связь Миро с родиной на протяжении всей его карьеры. Жоан Миро создал эту серию в ответ на запрет каталанского языка Мигелем Примо де Риверой. Он был также под влиянием сельской местности Баш-Камп. В этой серии он развивает язык, основоположенный в таких работах, как «Каталанский пейзаж». Согласно одной интерпретации, последовательность картин Миро — в прогрессивном упрощении одной и той же сцены. Кристофер Грин, в свою очередь, говорит, что это не совсем линейная тенденция к упрощению, а, скорее, дилемма, внутренняя дискуссия между художником, который создает заполненное живописное пространство.
В картинах показывается синтетическое представление фигуры каталанского крестьянина с повторением таких символов, как треугольная голова, борода и красная шляпа (барретина). Фон картин нейтрален, жёлтого или синего цвета.

## Серия
| Название                                  | Год           | Размеры        | Музей                                     | Описание |
| ----------------------------------------- | ------------- | -------------- | ----------------------------------------- | --- |
| Голова каталанского крестьянина           | 1924          | 146 × 114.2 см | Национальная галерея искусства, Вашингтон | Работа стала коллекцией музея в результате дарения от Collectors Committee. В нижнем правом углу работа подписана: Miró / 1924. На обратной стороне картины можно прочесть: «Joan Miro,Tête de Paysan Catalan, 1924». |
| Голова каталанского крестьянина с гитарой | 1924          | 92.4 × 73 см   | Музей Тиссена-Борнемисы, Мадрид           | В работе виден этап поиска художником своего стиля |
| Голова каталанского крестьянина           | 10 марта 1925 | 147 × 114 см   | Национальная галерея Шотландии, Эдинбург  | Картина может быть воспринята как автопортрет Миро, говорящий о его каталанской идентичности. Она написана в период, когда Миро начинает отходить от кубизма. Долгое время работа была частью частной коллекции Роберта Пемброуза, откуда была выкуплена при участии фондов Art Fund, the Friends of the Tate Gallery и the Fund Knapping 1999 |
| Голова каталанского крестьянина           | 1925          | 147 × 115 см   | Музей современного искусства (Стокгольм)  | Регистрационный номер работы - MOM 445; в музей работа попала в 1989 году по завещанию Герарда Боньера; ранее она принадлежала Jacques Viot, Galerie Pierre (Loeb), Private Samling, Marcel Mabille и Svensk-Fransk Konstgalleriet. |

## Выставки
| Год       | Выставка                                                   | Место                                           | Город                | Примечания    |
| --------- | ---------------------------------------------------------- | ----------------------------------------------- | -------------------- | ------------- |
| 1934      | Ausstellung                                                | Kunsthaus Zürich                                | Цюрих                | [ 8 ]         |
| 1936      | International Surrealist Exhibition                        | New Burlington Galleries                        | Лондон               | [ 9 ]         |
| 1980      | XIX & XX Century Master Paintings                          | Acquavella Galleries, Inc.                      | Нью-Йорк             | [ 10 ]        |
| 1982      | Miró in Ameria                                             | Museum of Fine Arts                             | Houston              | [ 11 ]        |
| 1993      | Joan Miró: 1893—1993                                       | Фонд Жоана Миро                                 | Барселона            | [ 12 ]        |
| 1993      | Joan Miró: Campo de Estrellas                              | Museo Nacional Centro de arte Reina Sofia       | Мадрид               | [ 13 ]        |
| 1993      | Joan Miró                                                  | Нью-Йоркский музей современного искусства       | Нью-Йорк             | [ 14 ]        |
| 1997      | Joan Miró: Campesino catalán con guitarra                  | Fundación Colección Thyssen-Bornemisza          | Мадрид               | [ 15 ]        |
| 1998-1999 | Joan Miró                                                  | Moderna Museet & Louisiana Museum of Modern Art | Стокгольм& Хумблебак | [ 16 ]        |
| 2004      | Joan Miró 1917—1934: La Naissance du Monde                 | Центр Помпиду                                   | Париж                | [ 17 ]        |
| 2008      | La invención del siglo XX. Carl Einstein y las vanguardias | Museo Nacional Centro de Arte Reina Sofía       | Мадрид               | [ 18 ]        |
| 2008      | Miró: la tierra                                            | Palazzo dei Diamanti и Museu Thyssen-Bornemisza | Феррара Мадрид       | [ 18 ]        |
| 2011      | Miró: The ladder of scape                                  | Галерея Тейт                                    | Лондон               | [ 19 ] [ 20 ] |
| 2011      | Miró: L’escala de l’evasió                                 | Фонд Жоана Миро                                 | Барселона            | [ 21 ]        |